# Eduard Ameseder
Eduard Ameseder (18. října 1856, pravděpodobně Cheb, uváděn i Czernowitz, Ukrajina – 24. března 1939, Vídeň) byl rakouský malíř žánrových obrázků a krajinář.

## Život
Eduard Ameseder studoval v letech 1876–1879 malířství na vídeňské Akademii u Christiana Griepenkerla a poté v letech 1880–1886 u Eduarda Peithnera von Lichtenfels. Poté následovala studia na Akademii v Karlsruhe u Gustava Schönlebera (1887–1891). Po roce stráveném v Mnichově se roku 1893 usadil natrvalo ve Vídni a stal se členem sdružení Künstlergenosenschaft.
Cestoval k Severnímu moři a k Baltu, do Uher a na severní Balkán. Jako malíř byl oceňován v Rakousku i ve světě. V letech 1900–1905 byl členem Hagebundu. Roku 1936 byl jmenován profesorem.
Jeho manželka Laura Amanda studovala ve Vídni u Friedricha Sturma a Hanse Canona. Věnovala se malbě květinových zátiší a krajinomalbě.

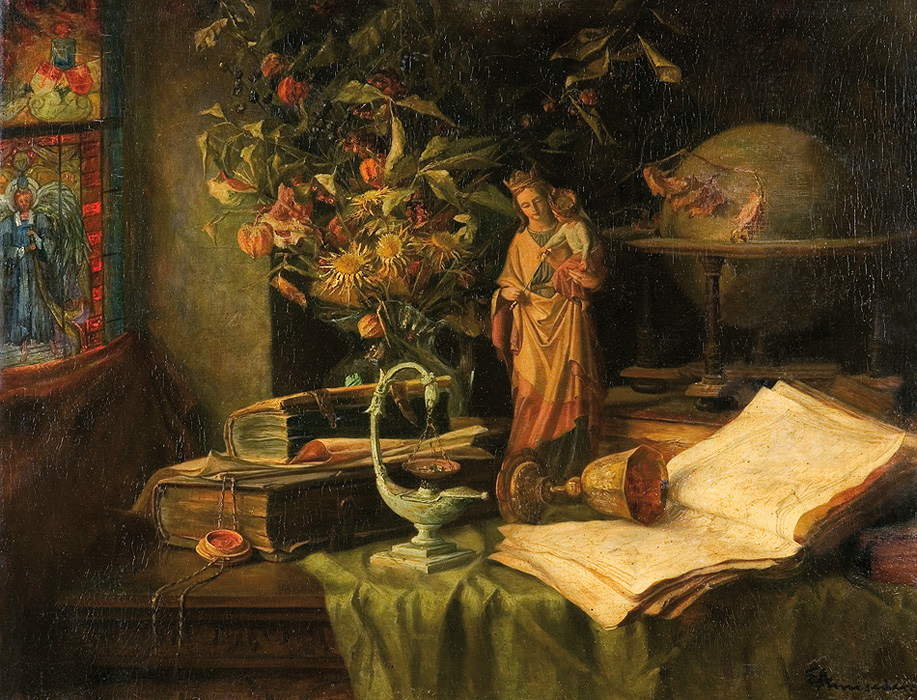
Eduard Ameseder, Zátiší (1900)

### Ocenění
- 1899 Malá státní zlatá medaile Rakouska
- 1898, 1908, 1910 Drascheho cena
- 1909 cena hraběte Oppersdorfa
- 1910 stříbrná medaile, Světová výstava v Buenos Aires (Exposición Internacional del Centenario)
- 1910 bronzová medaile, St. Louis
- 1936 zlatá jubilejní medaile Sdružení umělců

## Dílo
Amesederovy olejomalby a tempery jsou vytvořeny svébytnou technikou překrývání lazurních vrstev, která malbě propůjčuje hloubku i svítivost. Věnoval se i akvarelu, kvaši, pastelu a kresbě uhlem. Stal se známý jako ilustrátor svazku Die Österreich-Ungarische Monarchie in Wort und Bild. Dvěma nástěnnými malbami se podílel na výzdobě Přírodopisného muzea ve Vídni.

### Známá díla
- Italské městečko s kostelem, 1889, Národní galerie v Praze, odkaz Josefa Hlávky
- Měsíční krajina – dvůr kláštera, před r. 1939, Národní galerie v Praze
- Slunečný podzimní den, před r. 1939, Národní galerie v Praze
- Před bouří, před r. 1939, Národní galerie v Praze
- Holandská vesnice, před r. 1939, Národní galerie v Praze